# Arun
Arun (tiếng Mông Cổ: ᠠᠷᠤᠨ ᠬᠣᠰᠢᠭᠤ Arun qosiɣu, chữ Kirin Mông Cổ: Арун хошуу; giản thể: 阿荣旗; phồn thể: 阿榮旗; bính âm: Āróng Qí, Hán Việt: A Vinh kỳ) là một kỳ của địa cấp thị Hulunbuir (Hô Luân Bối Nhĩ), khu tự trị Nội Mông Cổ, Trung Quốc. Kỳ có ranh giới với tỉnh Hắc Long Giang ở phía đông và nam và nằm ở cách 92 kilômét (57 mi)về phía bắc-tây bắc của thành phố Tề Tề Cáp Nhĩ của tỉnh Hắc Long Giang.

## Hành chính

### Trấn
- Na Cát (那吉镇)
- Lục Hiệp (六合镇)
- Á Đông (亚东镇)
- Hoắc Nhĩ Kỳ (霍尔奇镇)
- Dướng Dương Dục (向阳峪镇)

### Hương dân tộc
- Hương dân tộc Ngạc Ôn Khắc (Evenk)-Đác Lực Kỳ Nhĩ (得力其尔鄂温克族乡)
- Hương dân tộc Ngạc Ôn Khắc (Evenk)-Tra Ba Kỳ (查巴奇鄂温克族乡)
- Hương dân tộc Ngạc Ôn Khắc (Evenk)& Đạt Oát Nhĩ (Daur)-Âm Hà (音河达斡尔鄂温克族乡)
- Hương dân tộc Triều Tiên Tân Phát (新发朝鲜族乡)

## Khí hậu
| Dữ liệu khí hậu của Arun                | Dữ liệu khí hậu của Arun | Dữ liệu khí hậu của Arun | Dữ liệu khí hậu của Arun | Dữ liệu khí hậu của Arun | Dữ liệu khí hậu của Arun | Dữ liệu khí hậu của Arun | Dữ liệu khí hậu của Arun | Dữ liệu khí hậu của Arun | Dữ liệu khí hậu của Arun | Dữ liệu khí hậu của Arun | Dữ liệu khí hậu của Arun | Dữ liệu khí hậu của Arun | Dữ liệu khí hậu của Arun |
| Tháng                                   | 1                        | 2                        | 3                        | 4                        | 5                        | 6                        | 7                        | 8                        | 9                        | 10                       | 11                       | 12                       | Năm                      |
| --------------------------------------- | ------------------------ | ------------------------ | ------------------------ | ------------------------ | ------------------------ | ------------------------ | ------------------------ | ------------------------ | ------------------------ | ------------------------ | ------------------------ | ------------------------ | ------------------------ |
| Cao kỉ lục °C (°F)                      | 4.3 (39.7)               | 10.3 (50.5)              | 21.2 (70.2)              | 30.0 (86.0)              | 38.4 (101.1)             | 40.6 (105.1)             | 38.5 (101.3)             | 34.0 (93.2)              | 35.9 (96.6)              | 29.0 (84.2)              | 16.0 (60.8)              | 6.0 (42.8)               | 40.6 (105.1)             |
| Trung bình ngày tối đa °C (°F)          | −11.9 (10.6)             | −6.2 (20.8)              | 2.3 (36.1)               | 12.8 (55.0)              | 21.0 (69.8)              | 26.2 (79.2)              | 27.3 (81.1)              | 25.7 (78.3)              | 20.0 (68.0)              | 11.0 (51.8)              | −1.6 (29.1)              | −10.4 (13.3)             | 9.7 (49.4)               |
| Trung bình ngày °C (°F)                 | −18.4 (−1.1)             | −13.3 (8.1)              | −4.6 (23.7)              | 5.9 (42.6)               | 14.1 (57.4)              | 20.0 (68.0)              | 22.0 (71.6)              | 19.9 (67.8)              | 13.1 (55.6)              | 4.1 (39.4)               | −7.8 (18.0)              | −16.3 (2.7)              | 3.2 (37.8)               |
| Tối thiểu trung bình ngày °C (°F)       | −23.0 (−9.4)             | −18.8 (−1.8)             | −10.7 (12.7)             | −0.9 (30.4)              | 6.8 (44.2)               | 13.6 (56.5)              | 17.0 (62.6)              | 14.7 (58.5)              | 7.0 (44.6)               | −1.5 (29.3)              | −12.6 (9.3)              | −20.9 (−5.6)             | −2.4 (27.6)              |
| Thấp kỉ lục °C (°F)                     | −37.2 (−35.0)            | −35.5 (−31.9)            | −23.6 (−10.5)            | −12.0 (10.4)             | −4.5 (23.9)              | 2.7 (36.9)               | 7.9 (46.2)               | 3.0 (37.4)               | −5.9 (21.4)              | −16.9 (1.6)              | −27.4 (−17.3)            | −33.9 (−29.0)            | −37.2 (−35.0)            |
| Lượng Giáng thủy trung bình mm (inches) | 1.9 (0.07)               | 1.6 (0.06)               | 5.6 (0.22)               | 21.7 (0.85)              | 34.2 (1.35)              | 80.5 (3.17)              | 150.8 (5.94)             | 109.3 (4.30)             | 44.3 (1.74)              | 18.7 (0.74)              | 3.8 (0.15)               | 4.4 (0.17)               | 476.8 (18.76)            |
| Độ ẩm tương đối trung bình (%)          | 67                       | 60                       | 50                       | 47                       | 45                       | 61                       | 74                       | 76                       | 67                       | 58                       | 61                       | 68                       | 61                       |
| Nguồn:                                  |                          |                          |                          |                          |                          |                          |                          |                          |                          |                          |                          |                          |                          |